# Kunnam
Kunnam o Kunnaman fou un general elamita, comandant de l'expedició a territori de Mari, contra Shubat-Enlil. Tenia reputació de no haver dit mai una mentida.
Va ocupar Shubat-Enlil i va ajudar a Ibni-Addu a recuperar el tron de Tadum; en estat d'embriaguesa va revelar a Ibni-Addu els seus plans i altres secrets de Mari. Va acceptar la submissió de Haya-Sumu d'Ilansura al que va exigir l'entrega de Nahur. Atamrum d'Allahad va planejar el seu assassinat, Finalment, derrotat, va haver d'abandonar Shubat-Eblil.